# Scaphepistenia quadriplagiata
Scaphepistenia quadriplagiata är en stekelart som först beskrevs av Walker 1872.  Scaphepistenia quadriplagiata ingår i släktet Scaphepistenia och familjen puppglanssteklar. Inga underarter finns listade i Catalogue of Life.